# Croacia en los Juegos Olímpicos de Londres 2012
Croacia estuvo representada en los Juegos Olímpicos de Londres 2012 por un total de 108 deportistas que compitieron en  deportes. Responsable del equipo olímpico fue el Comité Olímpico Croata, así como las federaciones deportivas nacionales de cada deporte con participación.
El portador de la bandera en la ceremonia de apertura fue el jugador de balonmano Venio Losert.

## Medallistas
El equipo olímpico de Croacia obtuvo las siguientes medallas:
| Nombre                                                  | Deporte   | Competición          |
| ------------------------------------------------------- | --------- | -------------------- |
| Oro                                                     |           |                      |
| Sandra Perković                                         | Atletismo | Disco F              |
| Giovanni Cernogoraz                                     | Tiro      | Foso M               |
| Equipo                                                  | Waterpolo | M                    |
| Plata                                                   |           |                      |
| David Šain Martin Sinković Damir Martin Valent Sinković | Remo      | Cuatro scull (M4X) M |
| Bronce                                                  |           |                      |
| Equipo                                                  | Balonmano | M                    |
| Lucija Zaninović                                        | Taekwondo | –49 kg F             |